# Vodní meloun

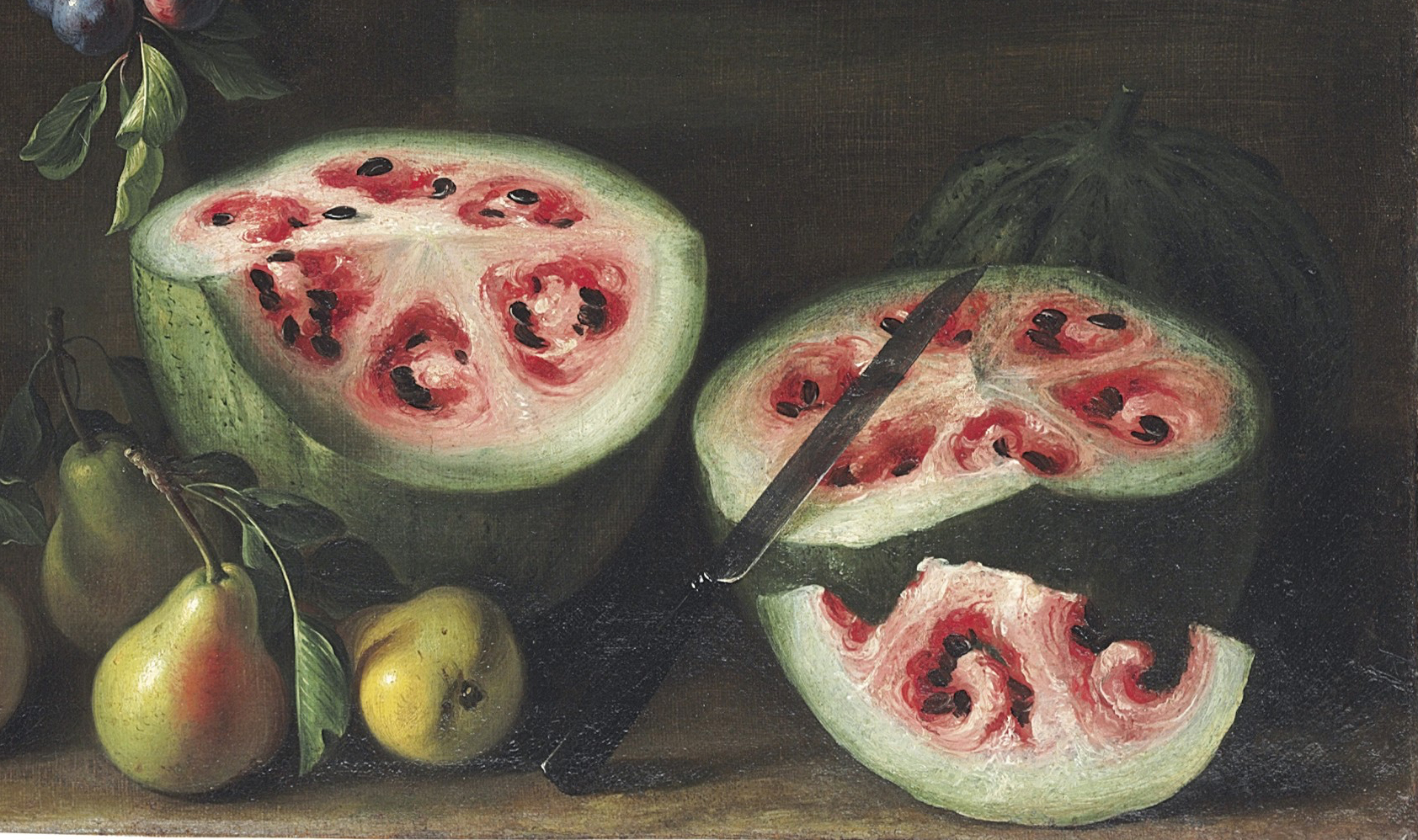
Vodní meloun v 17. století

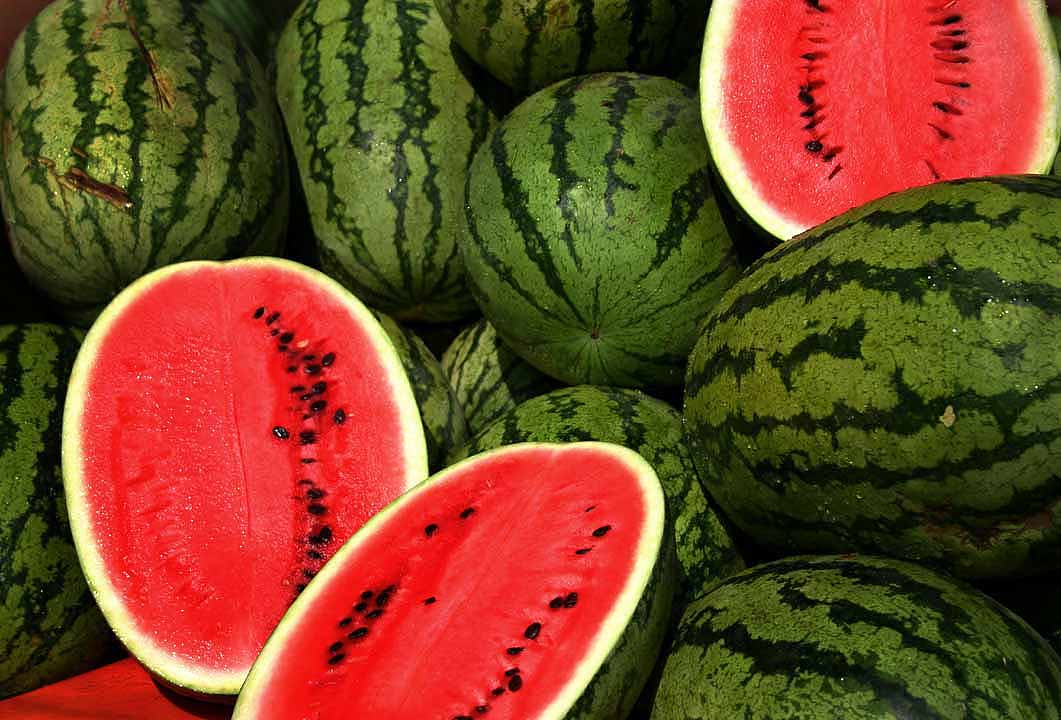
Vodní melouny

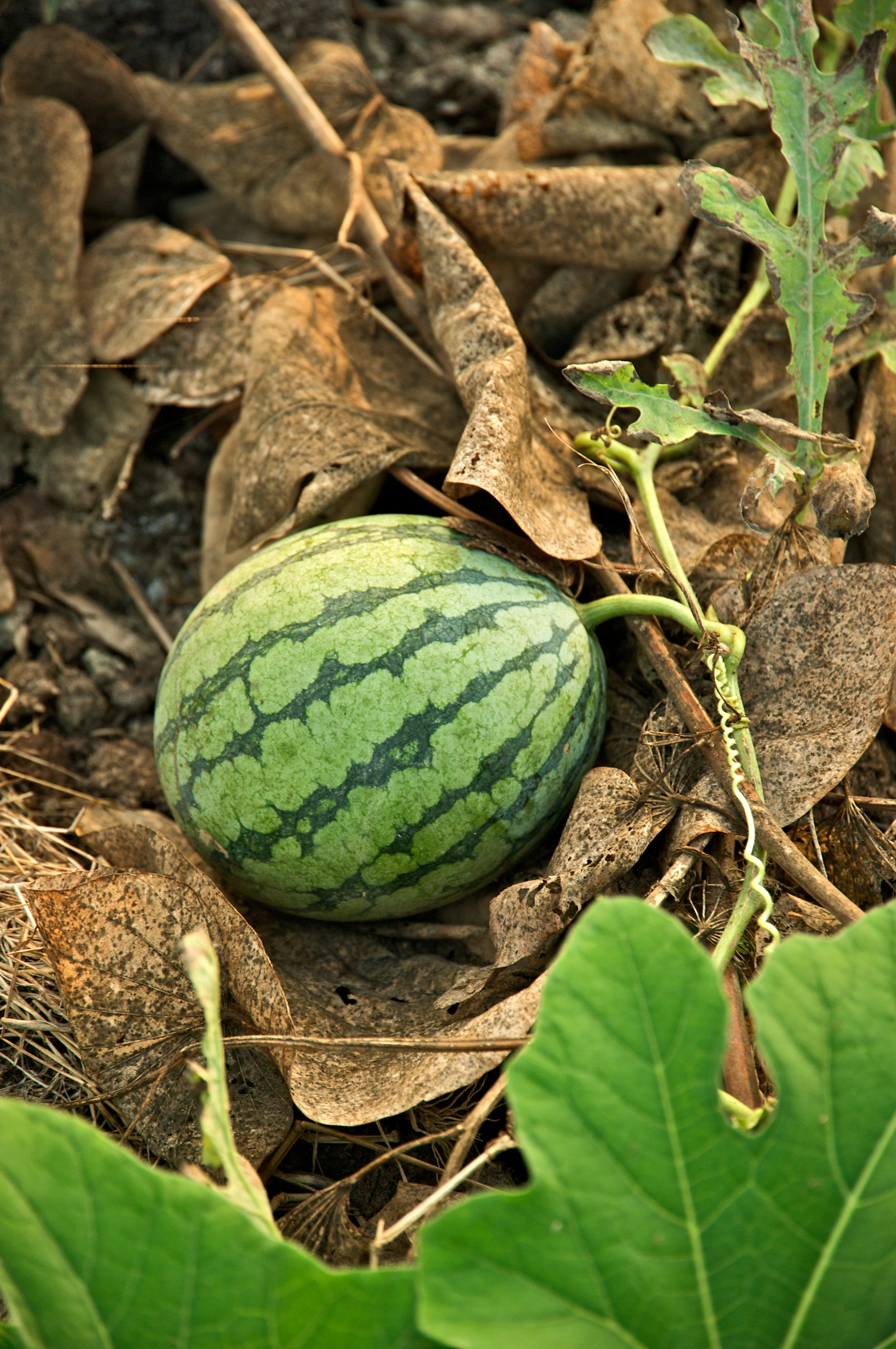

Meloun vodní je tykvovitý plod lubenice obecné, Citrullus lanatus tento druh melounu se pěstuje v mnoha kultivarech. Přestože běžně bývá označován za ovoce, z pěstitelského hlediska se jedná o plodovou zeleninu.

## Popis
Typicky je tvořen načervenalou vodnatou dužninou (pokud je meloun zralý) a zelenou kůrkou se světlými a tmavými pruhy v závislosti na odrůdě. Ve vnitřku dužniny se nachází rovnoměrně rozmístěná semena. Dříve vypadal jinak a dnešní podoba je výsledkem šlechtění. Může dosahovat až váhy okolo 15 kg, ale uvádí se, že nejlepší plody ke konzumaci mají hmotnost okolo 2 kg.

### Nutriční hodnoty
Vodní melouny obsahují v průměru 92 % vody, což je činí vítaným zavodňujícími zdroji pro organismus. Vyjma vody obsahují především cukr v podobě fruktózy (6 %). Nutriční hodnota melounů je poměrně nízká, mají jen minimum tuků, bílkovin, vlákniny a minerálů, jsou nicméně určitým zdrojem vitamínu C (ve 100 gramech 10 % doporučené denní dávky).

## Pěstování
Pěstuje se hlavně v teplejších oblastech, jako je Amerika, Austrálie, Asie a Evropa. Do ČR se dováží většinou z Itálie, Španělska, Řecka, Kypru a Izraele.

## Původ
Původem pochází z oblastí Afriky (z Botswany), kde je dodnes hojně pěstován.

## Zajímavosti
Nejtěžší známý meloun na světě vážil 159 kg, melouny okolo 100 kg nejsou výjimkou.
Za pomoci průhledné krabice lze vypěstovat i hranatý meloun ve tvaru krychle, který je velmi ceněný v Japonsku.